# Pedro Costa Morata
Pedro Costa Morata (Águilas, Región de Murcia, 1947) es ingeniero, sociólogo, periodista y politólogo español. Ha sido profesor de la Universidad Politécnica de Madrid.

## Biografía
Huérfano de padre ferroviario, fue educado durante su infancia en los Colegios de Huérfanos de Ferroviarios de León y Ávila. Es ingeniero técnico de Telecomunicación, licenciado en Ciencias Políticas y Sociología (UCM) y licenciado en Periodismo (UCM). Es doctor en Sociología por la Universidad Complutense de Madrid. 
Fue consultor del Programa de las Naciones Unidas para el Medio Ambiente (1988-94) y Premio Nacional de Medio Ambiente (1998). 
Fue profesor de la Universidad Politécnica de Madrid desde 2002 a 2015 y de la Universidad San Carlos de Guatemala desde 2015 a 2019. 

En 2011, encabezó la candidatura al Congreso de los Diputados en la lista de Izquierda Unida-Verdes de la Región de Murcia como independiente en las elecciones generales del 20 de noviembre.

#### Movimiento antinuclear
En 1973-74 trabajó como ingeniero comercial de instrumentación en la empresa Fischer&Porter (actualmente integrada en el grupo ABB), empresa que suministró la instrumentación electrónica de la planta de residuos radiactivos de la central nuclear de Lemóniz (Vizcaya). En el verano de 1974, siendo comercial de Fischer&Porter, en una de sus visitas a la oficina de Bilbao del proyecto C. N. de Lemoniz, pronunció una conferencia en la Librería Herriak (C/ Licenciado Pozas) contra las centrales nucleares. Ese mismo año renunció a su puesto de trabajo y promovió las protestas para evitar la construcción de una central nuclear en el paraje aguileño de cabo Cope, momento a partir del cual se va a iniciar lo que él mismo define como la “epifanía” del movimiento antinuclear español.
Se le considera pionero en la lucha antinuclear en España iniciada en los años 70, y recibió el Premio Nacional de Medio Ambiente en 1998.
En 2017 el Ayuntamiento de Águilas (Murcia) le nombra "Hijo Predilecto" de la localidad.

## Publicaciones
Es autor, entre otras, de las siguientes publicaciones:

#### Libros
- 1976 - Nuclearizar España
- 1985 - Hacia la destrucción ecológica de España
- 1996 - Electromagnetismo: campos magnéticos, silenciosos, ubicuos, inquietantes
- 2011 - Ecologíada, 100 batallas: Medio ambiente y sociedad en la España reciente
- 2021 - Manual crítico de cultura ambiental, editorial Trotta.
- 2023 -  ¡Rusia es culpable! Cinismo, histeria y hegemonismo en la rusofobia de occidente, editorial El Viejo Topo.[4][5][6]

#### Artículos y otras Publicaciones
Pueden consultarse en Dialnet muchas de las publicaciones de Pedro Costa Morata:
- Publiaciones de Pedro Costa Morata en Dialnet